# Qualificazioni al campionato europeo femminile di calcio 2013 - Play-off
I play-off delle qualificazioni al campionato europeo femminile di calcio 2013 si disputano tra sei squadre, le sei peggiori seconde classificate nei rispettivi gironi del turno di qualificazione. I play-off si giocano col formato di partite di andata e ritorno.
Le sei nazionali ammesse ai play-off sono l'Austria, l'Israele, la Russia, la Scozia, la Spagna e l'Ucraina.

## Risultati
Il sorteggio per l'accoppiamento delle partite valide per i play-off è stato fatto il 21 settembre 2012.
| Squadra 1 | Totale | Squadra 2 | Andata | Ritorno     |
| --------- | ------ | --------- | ------ | ----------- |
| Scozia    | 3 – 4  | Spagna    | 1 – 1  | 2 – 3 (dts) |
| Ucraina   | 4 – 6  | Islanda   | 2 – 3  | 2 – 3       |
| Austria   | 1 – 3  | Russia    | 0 – 2  | 1 – 1       |

### Andata
| Arbitro: | Esther Staubli |

|                   |           |             |
| Little 26’ (rig.) | Marcatori | 30’ Adriana |

| Arbitro: | Kirsi Heikkinen |

|                          |           |                                                  |
| Romanenko 39’ Chorna 51’ | Marcatori | 5’ Ómarsdóttir 25’ Magnúsdóttir 64’ Viðarsdóttir |

| Arbitro: | Jenny Palmqvist |

|  |           |                              |
|  | Marcatori | 25’ Savchenkova 43’ Šljapina |

### Ritorno
| Arbitro: | Bibiana Steinhaus |

|                                          |           |                         |
| Adriana 74’ Meseguer 113’ Boquete 120+2’ | Marcatori | 62’ Mitchell 98’ Little |

| Arbitro: | Efthalia Mitsi |

|                |           |              |
| Kostyukova 30’ | Marcatori | 75’ Puntigam |

| Arbitro: | Teodora Albon |

|                                                    |           |                            |
| Viðarsdóttir 8’ Ómarsdóttir 12’ Brynjarsdóttir 76’ | Marcatori | 36’ Djatel 72’ Apanaščenko |

## Statistiche

### Classifica marcatrici
2 reti
- Katrín Ómarsdóttir
- Margrét Lára Viðarsdóttir

- Kim Little (1 rig.)

- Adriana Martín

1 rete
- Sarah Puntigam
- Dagný Brynjarsdóttir
- Hólmfríður Magnúsdóttir
- Anastasia Kostyukova
- Valentina Savchenkova

- Natal'ja Šljapina
- Emma Mitchell
- Verónica Boquete
- Silvia Meseguer

- Daryna Apanaščenko
- Tetyana Chorna
- Vira Djatel
- Tetjana Romanenko